# Denison (Washington)
Denison az Amerikai Egyesült Államok északnyugati részén, Washington állam Spokane megyéjében elhelyezkedő önkormányzat nélküli település.
Denison postahivatala 1908 és 1967 között működött. A település nevét egy telepes feleségének leánykori nevéről kapta.

## Fordítás
Ez a szócikk részben vagy egészben  a   Denison, Washington című angol Wikipédia-szócikk ezen változatának fordításán alapul.  Az eredeti cikk szerkesztőit annak laptörténete sorolja fel. Ez a jelzés csupán a megfogalmazás eredetét és a szerzői jogokat jelzi, nem szolgál a cikkben szereplő információk forrásmegjelöléseként.